# Bajo el sol de la pampa
Bajo el sol de la pampa è un film muto del 1917 diretto da Alberto Traversa.